# Manfred Renger
Manfred Renger (* 17. Oktober 1933; † 18. Januar 2015) war ein deutscher Filmproduzent.
Von 1969 bis 1990 war er in unterschiedlichen Bereichen bei Filmproduktionen der DEFA beteiligt, zuletzt als Produktionsleiter. Produktionsunterlagen, Drehpläne, Fotos und Drehbücher befinden sich im Filmmuseum Potsdam.

## Filmografie
- 1962: Die Nacht auf der Autobahn (Fernsehfilm)
- 1963: Kuckuckseier
- 1965: Die besten Jahre
- 1965: Berlin, Kapitel IV: Berlin um die Ecke
- 1967: Meine Freundin Sybille
- 1967: Die Fahne von Kriwoj Rog
- 1968: Mohr und die Raben von London
- 1969: Seine Hoheit – Genosse Prinz
- 1969: Unterwegs zu Lenin
- 1972: Trotz alledem!
- 1973: Die Elixiere des Teufels
- 1974: Die eigene Haut (Fernsehfilm)
- 1974: Wolz – Leben und Verklärung eines deutschen Anarchisten
- 1975: Looping
- 1976: Der Compositeur
- 1977: Unterwegs nach Atlantis
- 1978: Anton der Zauberer
- 1978: Fleur Lafontaine
- 1979: P.S.
- 1979: Lachtauben weinen nicht
- 1979: Die Rache des Kapitäns Mitchell (Fernsehfilm)
- 1980: Levins Mühle
- 1981: Asta, mein Engelchen
- 1983: Automärchen
- 1983: Moritz in der Litfaßsäule
- 1984: Weiberwirtschaft (Fernsehfilm)
- 1984: Kaskade rückwärts
- 1984: Arithmetik der Liebe
- 1985: Die Frau und der Fremde